# Coupe Gambardella 2007-2008
Navigation
Édition précédente Édition suivante
La Coupe Gambardella 2007-2008 est la 54e édition de l'épreuve organisée par la Fédération française de football et ses ligues régionales. La compétition est ouverte aux équipes de football de jeunes dans la catégorie des 18 ans.
La compétition comprend une première phase régionale suivi d'une phase nationale comportant huit tours. Les clubs du Championnat National 18 ans, qui est composé de quatre groupes de 14 équipes, rentrent en lice en 64e de finale.
Le vainqueur de l'édition 2006-2007, le FC Sochaux-Montbéliard est sorti de la Coupe Gambardella dès les 8e de finale. La finale est remportée par le Stade rennais FC face aux FC Girondins de Bordeaux.

## Trente-deuxièmes de finale
Les 32e de finale de l'épreuve ont eu lieu le week-end des 9 et 10 février 2008 sur le terrain du club premier nommé.
| Équipe 1               | Résultat | Équipe 2               | T.a.b. |
| ---------------------- | -------- | ---------------------- | ------ |
| US Le Pontet           | 1-3      | AS Cannes              |        |
| Sporting Toulon Var    | 0-1      | Nîmes Olympique        |        |
| FC Échirolles          | 2-0      | Montpellier HSC        |        |
| Clermont Foot          | 2-1      | Louhans-Cuiseaux       |        |
| AC Arles               | 0-1      | AS Saint-Étienne       |        |
| Rodez AF               | 1-3      | Olympique lyonnais     |        |
| Perpignan Canet FC     | 0-1      | L'Étrat                |        |
| US Endoume             | 2-4      | AS Monaco              |        |
| US Avranches           | 3-0      | Plouzané AC            |        |
| Chamois niortais       | 2-1      | LB Châteauroux         |        |
| Poitiers FC            | 2-1      | ESA Brive              |        |
| Girondins de Bordeaux  | 1-1      | FC Lorient             | 5-4    |
| US Lesquin             | 2-2      | RC France              | 5-4    |
| US Vermelles           | 0-2      | Amiens SC              |        |
| FC Santes              | 1-0      | US Boulogne            |        |
| SM Caen                | 1-3      | RC Lens                |        |
| SC Schiltigheim        | 1-0      | ES Troyes AC           |        |
| RC Strasbourg          | 0-0      | Paris Saint-Germain    | 3-2    |
| US Vandœuvre           | 3-6      | FC Gueugnon            |        |
| Olympique Noisy-le-Sec | 2-5      | AJ Auxerre             |        |
| Mâcon                  | 3-0      | Reims Sainte-Anne      |        |
| AS Sarreguemines       | 0-1      | Strasbourg Neuhof      |        |
| Besançon RC            | 0-0      | Stade de Reims         | 7-6    |
| AS Nancy-Lorraine      | 0-2      | FC Sochaux-Montbéliard |        |
| Pau FC                 | 1-3      | SO Châtellerault       |        |
| EA Guingamp            | 1-2      | FC Nantes              |        |
| SCO Angers             | 0-0      | Stade rennais          | 4-5    |
| Bréteil FC             | 1-4      | SA Mérignac            |        |
| AAS Sarcelles          | 0-1      | Lille OSC              |        |
| Le Havre AC            | 1-0      | ES Wasquehal           |        |
| AS Bourny Laval        | 0-1      | Stade lavallois        |        |
| FC Rouen               | 0-5      | Le Mans UC             |        |

## Seizièmes de finale
Les 16e de finale de l'épreuve ont eu lieu le week-end des 1er et 2 mars 2008 sur le terrain du club premier nommé.
| Équipe 1               | Résultat | Équipe 2              | T.a.b. |
| ---------------------- | -------- | --------------------- | ------ |
| FC Sochaux-Montbéliard | 3-0      | Lille OSC             |        |
| US Lesquin             | 1-1      | RC Strasbourg         | 2-4    |
| RC Lens                | 0-0      | Amiens SC             | 7-8    |
| Stade lavallois        | 0-1      | Girondins de Bordeaux |        |
| Poitiers FC            | 2-1      | US Avranches          |        |
| Stade rennais          | 0-0      | Chamois niortais      | 4-3    |
| Clermont Foot          | 0-4      | Olympique lyonnais    |        |
| AS Saint-Étienne       | 0-0      | AS Monaco             | 3-5    |
| AJ Auxerre             | 1-1      | Le Havre AC           | 10-11  |
| FC Santes              | 2-0      | Strasbourg Neuhof     |        |
| SC Schiltigheim        | 1-3      | Besançon RC           |        |
| Le Mans UC             | 0-2      | FC Nantes             |        |
| SO Châtellerault       | 1-2      | SA Mérignac           |        |
| L'Étrat                | 2-4      | Nîmes Olympique       |        |
| Mâcon                  | 0-0      | FC Échirolles         | 2-4    |
| AS Cannes              | 2-0      | FC Gueugnon           |        |

## Huitièmes de finale
Les huitièmes de finale ont eu lieu le mercredi 26 mars 2008 sur le terrain du club premier nommé.
| Équipe 1        | Résultat | Équipe 2               | T.a.b. |
| --------------- | -------- | ---------------------- | ------ |
| FC Santes       | 0-9      | Stade rennais          |        |
| FC Nantes       | 0-1      | Le Havre AC            |        |
| Poitiers FC     | 0-2      | SA Mérignac            |        |
| Amiens SC       | 0-0      | Girondins de Bordeaux  | 3-4    |
| Nîmes Olympique | 0-1      | RC Strasbourg          |        |
| FC Échirolles   | 0-3      | Olympique lyonnais     |        |
| Besançon RC     | 2-4      | AS Cannes              |        |
| AS Monaco       | 2-1      | FC Sochaux-Montbéliard |        |

## Quarts de finale
Les quarts de finale ont eu lieu le week-end des 12 et 13 avril 2008 sur le terrain du club premier nommé.
| Équipe 1           | Résultat | Équipe 2              | T.a.b. |
| ------------------ | -------- | --------------------- | ------ |
| Olympique lyonnais | 0-1      | Stade rennais         |        |
| AS Cannes          | 2-3      | Girondins de Bordeaux |        |
| Le Havre AC        | 2-1      | AS Monaco             |        |
| RC Strasbourg      | 3-1      | SA Mérignac           |        |

## Demi-finale
Les demi-finales se sont déroulés à Thionville le dimanche 27 avril 2008.
| Équipe 1      | Résultat | Équipe 2              | T.a.b. |
| ------------- | -------- | --------------------- | ------ |
| Stade rennais | 2-0      | RC Strasbourg         |        |
| Le Havre AC   | 3-3      | Girondins de Bordeaux | 6-7    |

## Finale

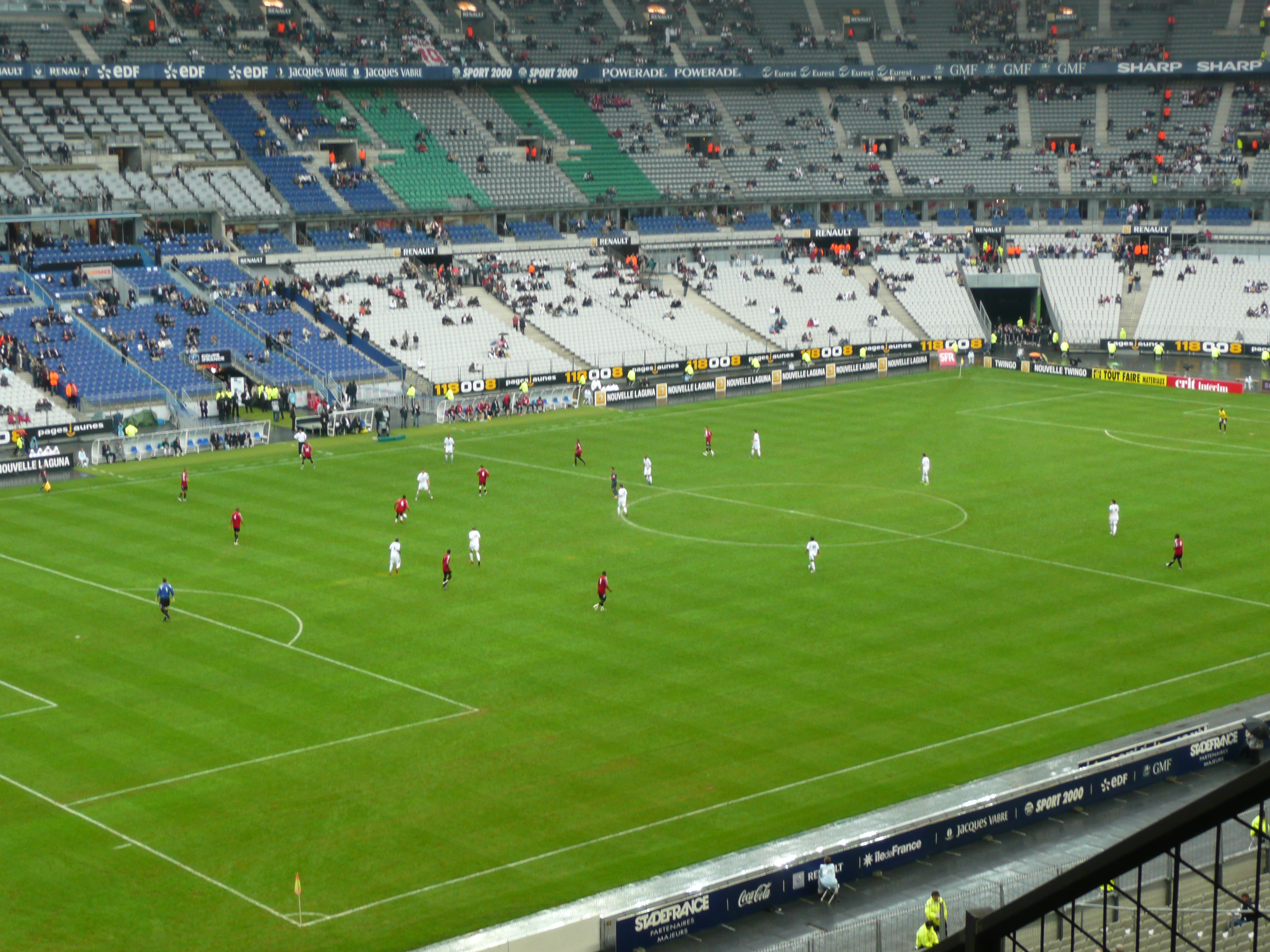
Finale entre le Stade rennais FC et les Girondins de Bordeaux, au Stade de France (3-0).

La finale a eu lieu au Stade de France le 25 mai 2008 en préambule de la finale de la Coupe de France de football opposant l'Olympique lyonnais au Paris Saint-Germain FC. Elle est remportée 3-0 par Rennes devant Bordeaux. Il s'agit de la troisième victoire du Stade rennais FC dans l'épreuve après ses succès de 1973 et 2003.
| Équipe 1         | Résultat | Équipe 2                 | T.a.b. |
| ---------------- | -------- | ------------------------ | ------ |
| Stade rennais FC | 3-0      | FC Girondins de Bordeaux |        |

Feuille de match
| 27 mai 2008 | Stade rennais FC                                           | 3-0 | FC Girondins de Bordeaux | Stade de France |  |
| | Hicham M'Laab 21e · Yann M'Vila 30e · Damien Le Tallec 76e | (2-0) |                          |                 |  |
| | Rapport                                                    | |                          |                 |  |
| Petit - Théophile-Catherine, Louhoungou, Souprayen, Le Marchand - M'Vila, Pajot, Brahimi (Caro, 77e) - Lasimant, Le Tallec (Pivaty, 86e), M'Laab (Camara, 64e). Entraîneurs : Laurent Huard et Régis Le Bris. | Équipes                                                    | Meslien - Esor, Lasne, Gaston (Seck, 66e), Saunier, Blonbou, Krychowiak, Sertic, Saivet, Insou (Gueye, 60e), Obertan. Entraîneur : Philippe Lucas. |                          |                 |  |